# 土方浄
土方 浄（ひじかた きよし、1958年11月7日 - ）は、フリーアナウンサー。元琉球放送（RBC）アナウンサー。東京都杉並区出身。

## 人物
- 大学在学中はアナウンス研究会に在籍。1982年RBCに入社（同期に比嘉京子）。格調高い日本語と美しい発声、それに裏打ちされたテンションの高さが特徴。
- 「ナイトヤングメイツ」のパーソナリティ時代には、同番組中でドラマを自主制作したほどの映画好き[1]。
- 2011年6月22日からラジオカンパニーアナウンス室長・報道制作局に就任。
- 2018年11月7日に定年退職[2] を迎え、キャリアスタッフ（契約社員）として、引き続きアナウンサーとして勤務していた。2023年11月の誕生日をもって契約期間が終了し、それ以降はフリーアナウンサーとして活動している。

## 担当番組

### 現在の担当番組
- 只今 いきものんちゅ(RBCiラジオ 毎週土曜日 11:30〜12:00 2023年7月から加入)

### 過去の担当番組
テレビ
- RBCエリアレポート
- ザ・ベストテン（TBS）- 追っかけマン
- 深夜劇場Rシアター
- カラッと歌おけ
- RBCポップス＆ポップス
- RBCニュースライブi
- スポーツ中継
  - 大京オープンゴルフ（テレビ朝日制作、ラウンドレポーター）
    - 琉球朝日放送開局前年の1994年度大会まで担当。

  - 全国高校野球選手権大会中継（朝日放送制作、アルプスレポーター）
  - オリオン・RBC主催プロ野球公式戦中継（主に沖縄県ローカル放送）

ラジオ
- 楊華の琉中さんぽ（ラジオ、日曜8:30 - 9:00）
- ナイト・ヤング・メイツ[1]
- ラジオジャック（月曜）[1]
- りゅうぎんドライビングブレイク
- 必殺瓦版
- スポーツジョッキー
- わあい!日曜です[1]
- RBCポップサンデー[1]
- シャキッとi（月～木担当）
- 1000人の言葉
- ジ・アナウンサーズ特命全権アナβ
- RBCiラジオスペシャル
- スポーツ中継
  - FC琉球ホームゲーム中継（ニコニコ動画でも放送される。）
  - 琉球ゴールデンキングスホームゲーム中継
  - NAHAマラソン中継など